# Мироточение
Мироточе́ние — явление в христианстве, связанное с появлением маслянистой влаги (так называемое миро) на иконах и мощах святых. Явление представляет собой появление на иконе светлого маслянистого вида вещества, испускающего благоухание. Различные случаи мироточения отличаются друг от друга по виду, цвету и консистенции появляющейся жидкости. Она может быть густой и тягучей, как смола, или напоминать росу (в данном случае мироточение иногда называют «елеоточением» или «росоточением»).
Для некоторых верующих мироточение является одним из чудес, однако дискуссии о причинах и характере этого явления ведутся среди богословов.
Проведению научного объективного исследования феномена мироточения  препятствует тот факт, что комиссии «не разрешают проводить опыты над признанными на Руси святыми иконами».

## История мироточения
Священное Писание не сообщает ничего о мироточении, все упоминания о данном явлении содержатся только в Священном Предании. К наиболее ранним сообщениям о мироточении относятся:
- благовонное миро из гробницы апостола Иоанна Богослова, исходившее ежегодно;
- мироточение мощей апостола Филиппа (согласно апокрифу «Деяния апостола Филиппа», памятник II—III веков);
- «Мученичество Феодота Анкирского» (III век) сообщает об истечении мира от останков мученика;
- многочисленные сообщения об обильном мироточении мощей Димитрия Солунского (Димитрий Ростовский сообщает, что мироточение известно с VII века[6], но Иоанн Скилица первый письменно сообщил о том, что мироточение впервые появилось в 1040 году[7]);
- мощи св. Николая Чудотворца, находящиеся с 9 мая 1087 года в крипте базилики святого в городе Бари (Италия), постоянно источают миро, которое ежегодно извлекается священниками через небольшое отверстие в крышке гробницы[8];
- истечение елея от мощей преподобной Феодоры в Солуни ок XIV—XV вв. «От неё постоянно миро источается, как от источника текущего, от левой ноги в лохань. Пройдет год, и снимают с нее порты смоченные, как в масле. Это миро раздают на благословение правоверным христианам, а на неё новые порты надевают»[9].

Современные примеры:
- Монреальская Иверская икона Божией Матери по многочисленным свидетельствам почти непрерывно мироточила в течение 15 лет (1982—1997);
- в 2009 году во время богослужения в воинской части в Севастополе икона Божьей Матери «Умягчение злых сердец» замироточила с кровью[10].

## Богословское объяснение явления
Все канонические иконы в храмах или домах священны благодаря своему духовному содержанию и смыслу. Однако некоторые избираются Промыслом Божиим для особых знамений. Исходящие от них неизреченный свет, благоухание, миро — вещественные знаки явления мира горнего, Царствия Божиего.

Член комиссии по описанию чудесных знамений в Русской православной церкви Павел Флоренский считает: «Не нужно сильно заострять внимание именно на чуде мироточения — ну есть и есть, и слава Богу. Более того, есть опасность, что кому-то хочется прославиться, и он симулирует чудо. Ну и ладно! Даже то, что есть такой дурак, который делает это — тоже чудо во славу Божию!». Он утверждает, что «признанные и почитаемые на Руси иконы ни разу не мироточили. „Плачут“ лишь новые иконы и те, которые стоят в частных домах».
В «Полном церковнославянском словаре» Г. Дьяченко сказано, что эпитет «мироточивый» означает «источающий чудотворное миро во исцеление болезней». Однако мироточение само по себе не является фактом, на основании которого икона считается чудотворной. Само же источаемое иконой или мощами миро почитается чудотворным. Характерен пример мира от мощей Димитрия Солунского — Иоанн Анагност, описавший захват турками города Салоники, где хранятся мощи святого, сообщает, что миро набирали даже мусульмане, считавшие его медицинским снадобьем от любых болезней.

### Церковная реакция на факты массового мироточения

Различные суждения вызывает кровоточащая много лет икона Богородицы в иконостасе алтаря Илорского храма в Абхазии. Сентябрь 2021 года

Современные богословы призывают к трезвому отношению к фактам мироточения. Так, Андрей Кураев пишет:

Мироточили даже языческие статуи. Мироточат иконы в жутчайшей секте по имени «Богородичный центр» (она же «Церковь Державной Божией Матери»). Поэтому само по себе крово-, слезо-, мироточение не является аргументом святости того или иного изображения, тем более персонажа.

Митрополит Нижегородский и Арзамасский Николай на вопрос о мироточении икон ответил:

У меня ничего не мироточит. Если мы хотим из пальца что-то высосать, то высосем. Должна существовать определённая комиссия, которая должна изучать подобные вещи. А это всё пущено на самотёк, спустя рукава. Объявили о мироточении, и все молчат. Есть у нас приход в Богородском районе. Вдруг подняли шум-гам: 68 икон замироточило! Я за голову взялся. Ребята, надо же какую-то совесть иметь! Быстро создали комиссию. Все иконы протёрли. Храм опечатали и закрыли. Неделю стояло. Хоть бы одна капелька появилась. Так что я к этому отношусь с определённой настороженностью.

### Процедура установления мироточения
Из-за многочисленных сомнительных фактов появления мира на иконах Русская православная церковь определила специальную процедуру комиссионного освидетельствования мироточения. При обнаружении истечения мира на иконе о данном факте докладывается в епархиальное управление, которое направляет в храм специальную комиссию. В её функции входит опрос свидетелей, осмотр иконы (её местоположения, условий хранения). В случае положительного заключения направляется новая комиссия для более тщательного расследования возможности появления маслянистых пятен естественным путём.
В случае если и вторая комиссия не выявила признаков естественного происхождения мироточения, то икону помещают в опечатанный киот. Если и в нём продолжается появление маслянистых пятен, то икона объявляется мироточивой.
В «Московских епархиальных ведомостях» 2005 года об анализе фактов массового мироточения икон в доме В. М. Жучковой в Клину сообщается:
Говоря о подлинных явлениях мироточения от икон, следует сказать следующее:
1. мироточения от икон никогда не были связаны только с конкретным местом, а иконы мироточили в разных местах;
2. никогда подлинные мироточения не были связаны с присутствием конкретного живого человека;
3. никогда подлинные мироточения не прекращались, если икону приносили в храм.

## Рациональное объяснение природы явления
Выявлено несколько факторов обуславливающих возникновение «мироточения»:

### Мошенничество
Известен случай публичного разоблачения императором Петром Первым искусственного мироточения:

«Его Величество скоро нашел в глазах у образа весьма малые и почти совсем неприметные дырочки, которые наведенная в том месте тень делала ещё неприметнее. Он, оборотивши доску, отодрал оклад, и выломивши переклад или связь, какая обыкновенно бывает у образов на другой стороне, к удовольствию своему увидел справедливость своей догадки и открыл обман и источник слез; а именно: в доске против глаз у образа сделаны были ямки, в которых положено было несколько густого деревянного масла, и которые закрывались задним перекладом. „Вот источник чудесных слёз!“ — сказал Государь. Каждый из присутствующих должен был подойти видеть своими глазами сей хитрый обман.
Потом мудрый Монарх толковал окружавшим его, как отовсюду закрытое сгустившееся масло в холодном месте могло столь долго держаться, и как оно в помянутые дырочки в глазах у образа вытекало наподобие слёз, растаявши от теплоты, когда то место, против которого оно лежало, нагревалось от свеч, зажигаемых перед образом.»

Данная история получила легендарное продолжение в виде вымышленного предписания Петра I: «Владыки святые! Приказываю, чтобы Богородицы отныне не плакали. А если Богородица ещё хотя бы раз заплачет лампадным маслом, то зады у попов заплачут кровью».

#### Криминалистическая экспертиза
Руководитель экспертной группы по чудесам при Синодальной библейско-богословской комиссии Русской православной церкви Павел Флоренский в 2004 году в интервью о работе комиссии по описанию чудесных знамений в РПЦ сообщил, что при исследовании образцов вещества, взятого с различных икон, экспертами Института криминалистики ФСБ было сделано заключение: «…по составу вещество с поверхности иконы идентично ароматизированному подсолнечному маслу…». При этом он отметил, что комиссии «не разрешают проводить опыты над признанными на Руси святыми иконами».

### Естественный процесс образования влаги в специфических условиях

#### Нанесения масла контактным путём
Следы от елея, которым помазывают верующих на полиелее (после помазания человек, поцеловав икону, оставляет на ней капли масла).

#### Конденсация паров масла
На иконы может попасть масло от лампад, висящих перед ними.
В Торонто в 1996 году началось массовое паломничество к иконе Богородицы, объявленной мироточивой. Джо Никелл из Общества скептиков (США) по приглашению газеты «Toronto Sun» произвёл осмотр иконы и сделал вывод, что маслянистые пятна на её поверхности возникли от лампадного масла из лампы, висевшей перед ней.

#### Капиллярный эффект
10 марта 2012 года индийский рационалист и скептик Санал Эдамаруку вылетел в Мумбаи. Телеканал TV9 Maharashtra пригласил его расследовать «чудо мироточения» из ног статуи Христа, вызвавшее местный ажиотаж.

Вместе со съёмочной группой он отправился в район Ирла в Виле Парле, пригороде Мумбаи, чтобы осмотреть распятие, стоящее перед Церковью Богоматери Веланканни. Это распятие стало центром притяжения для растущей толпы верующих, прибывающих отовсюду. Новость о чуде распространялась как лесной пожар: уже несколько дней с ног Иисуса стекали маленькие капли воды. Каждый день сотни людей приходили помолиться и собрать немного «святой воды» в бутылки и прочие емкости. Ирла превращалась в центр паломничества.
Но благодаря Саналу Эдамаруку этого не случилось. За несколько минут он ясно установил источник воды (протечка канализационной трубы в соседней прачечной) и механизм, посредством которого вода достигала ног Иисуса (капиллярный эффект). Местные церковные лидеры, присутствовавшие при расследовании, были далеко не обрадованы.